# Peio Arreitunandia
Peio Arreitunandia Quintero, conocido como Peio Arreitunandia es un exciclista profesional nacido el 24 de julio de 1974 en la localidad pontevedresa de Carbia (España).
Su debut como profesional fue en la temporada 1999 con el equipo Euskaltel-Euskadi, dado que forma parte de la cantera del ciclismo vasco, siendo residente desde su niñez en la localidad guipuzcoana de Motrico.

## Palmarés
2001
- Vuelta a Palencia (amateur) y 3 etapas.

2003
- 1 etapa de la Vuelta a Portugal

2005
- 1 etapa de la Vuelta a Murcia
- 1 etapa de la Euskal Bizikleta

## Resultados en Grandes Vueltas y Campeonato del Mundo
Durante su carrera deportiva ha conseguido los siguientes puestos en las Grandes Vueltas y en los Campeonatos del Mundo en carretera:
| Carrera         | 1999 | 2000 | 2001 | 2002 | 2003 | 2004 | 2005 | 2006 | 2007 |
| --------------- | ---- | ---- | ---- | ---- | ---- | ---- | ---- | ---- | ---- |
| Giro de Italia  | -    | -    | -    | -    | -    | -    | -    | -    | -    |
| Tour de Francia | -    | -    | -    | -    | -    | -    | -    | -    | -    |
| Vuelta a España | -    | -    | -    | -    | -    | Ab.  | -    | -    | -    |
| Mundial en Ruta | -    | -    | -    | -    | -    | -    | -    | -    | -    |

-: No participa

Ab.: Abandono

## Equipos
- Euskaltel-Euskadi (1999-2000)
- Cantanhede (2001)
- Carvalhelhos-Boavista (2002-2003)
- Cafés Baqué (2004)
- Barloworld (2005-2007)